# Hermògenes (metge)
|  | Per a altres significats, vegeu «Hermògenes (metge d'Hadrià)». |

Hermògenes (en llatí Hermogenes, en grec antic Ἑρμογένης) era un metge gec que apareix esmentat en un epigrama de Lucil·li publicat a l'Antologia grega, i en un altre epigrama del mateix recull atribuït a Nicarc, el que pressuposa que va gaudir d'una fama considerable al seu temps, que seria coincident amb el d'aquestos autors.